# 임실군의회
임실군의회는 전북특별자치도 임실군 지역을 관할하는 기초의회이다.